# A Cercanías Madrid állomásainak listája
Ez a lista a Cercanías Madrid állomásait sorolja fel.

## Állomások
| Név                                 | Közigazgatási egység  | Vasútvonal                               | Szolgáltatások   | Kép |
| ----------------------------------- | --------------------- | ---------------------------------------- | ---------------- | --- |
| Dos Castillas Station               | San Ildefonso         | Línea C-9                                | Cercanías Madrid |     |
| Estación de Camorritos              | Camorritos            | Línea C-9                                | Cercanías Madrid |     |
| Estación de Cercedilla Pueblo       | Cercedilla            | Línea C-9                                | Cercanías Madrid |     |
| Estación de Vaquerizas              | San Ildefonso         | Línea C-9                                | Cercanías Madrid |     |
| Parque de Ocio train station        | San Martín de la Vega | Pinto-San Martín de la Vega railway line | Cercanías Madrid |     |
| San Martín de la Vega train station | San Martín de la Vega | Pinto-San Martín de la Vega railway line | Cercanías Madrid |     |
| Siete Picos train station           | Cercedilla            | Línea C-9                                | Cercanías Madrid |     |
| Train station of Las Heras          | Cercedilla            | Línea C-9                                | Cercanías Madrid |     |